# Meta Samson
Meta Samson (* 26. März 1894 in Berlin; † November 1942 im KZ Auschwitz) war eine deutsche Pädagogin, Journalistin und Kinderbuchautorin.

## Leben und Werk
Meta Samson erlernte den Beruf der Erzieherin an der Pestalozzi-Fröbel-Schule. Während des Ersten Weltkrieges eröffnete sie in Berlin einen Kindergarten. Außerdem arbeitete sie als Journalistin unter anderem zu reformpädagogischen und zu frauenemanzipatorischen Themen.
Sie musste ihre Stelle als Erzieherin nach der Machtübergabe an die Nationalsozialisten 1933 aufgeben. Um ihre drei Kinder durchzubringen, gab sie Nachhilfeunterricht und arbeitete als Haushaltshilfe. Ihren älteren Kindern Gert und Ellen gelang die Emigration nach Palästina und in die USA.
Samson blieb mit ihrer jüngsten Tochter Marlene in Berlin und nach der Einschränkung ihrer beruflichen Möglichkeiten schrieb sie Kinderbücher.
Ihr erstes und auch einziges Buch war das autobiografische Buch „Spatz macht sich“. Es war im Herbst 1938 das letzte gedruckte jüdische Kinderbuch. Weil nach der Drucklegung alle jüdischen Verlage verboten wurden, ist das Buch nicht mehr in den offiziellen Verkauf gelangt. Meta Samson wurde zusammen mit ihrer Tochter Marlene drei Tage vor deren 14. Geburtstag im November 1942 nach Auschwitz deportiert und dort vergast.
Im Jahre 1990 organisierte ihr Neffe Walter Lindenberg, der mit einem Kindertransport nach England flüchten konnte, eine Neuauflage des Buches und schrieb dazu ein Nachwort.

## Werke
- Spatz macht sich. Illustrationen von Lilly Szkolny, Berlin: Philo-Verlag[5] 1938 DNB
- Spatz macht sich. Altberliner Verlag, Berlin 1990, ISBN 3-357-00336-8.
- Kerstin Schoor: Vom literarischen Zentrum zum literarischen Ghetto : deutsch-jüdische literarische Kultur in Berlin zwischen 1933 und 1945. Göttingen: Wallstein, 2010 ISBN 978-3-8353-0656-1.